# 斟鄩氏
斟鄩氏，夏初的一個諸侯部落，群居地約位於今山東省濰坊市西南，與夏同姒姓，據《史記》載，斟鄩氏與夏后氏、有扈氏、有男氏、彤城氏、褒氏、費氏、杞氏、繒氏、辛氏、冥氏、斟灌氏、戈氏等部族，組成夏帝國。
據《今本竹書紀年》載，夏朝相二十六年（丁酉，前2004年），控制夏朝國土的有窮氏首領寒浞，派遣其子寒澆出兵滅斟灌氏，翌年（戊戌，前2003年），寒澆再攻打斟鄩氏，雙方大戰於濰河上（今山東濰坊市境内），寒澆軍設法翻覆斟鄩氏的戰船，斟鄩氏戰敗滅亡。

## 後人
- 南宋·邓名世《古今姓氏书辩证》：“尋，出自姒姓。夏后（氏）同姓诸侯，曰：斟鄩氏，后为寒浞所灭，子孙因为寻氏”。
- 《史记集解》：“斟鄩氏，一作斟氏，鄩氏”。
- 《四库全书·姓氏谱纂》：“斟，斟鄩氏后。汉朝有斟尚，下邽人，四门博士，斟鄩氏后也”。
- 嘉庆七年《元和姓纂》：“斟，夏诸侯，斟灌、斟寻氏后，以国为姓”。
- 《世本》：“斟氏，夏同姓诸侯斟鄩氏之后，以国为氏；鄩氏，斟鄩氏之后；寻氏古斟鄩氏之后”。
- 《万姓统谱》：“寻，河南古斟鄩之后，封于寻，与夏同姓。”